# Małgorzata Omilanowska

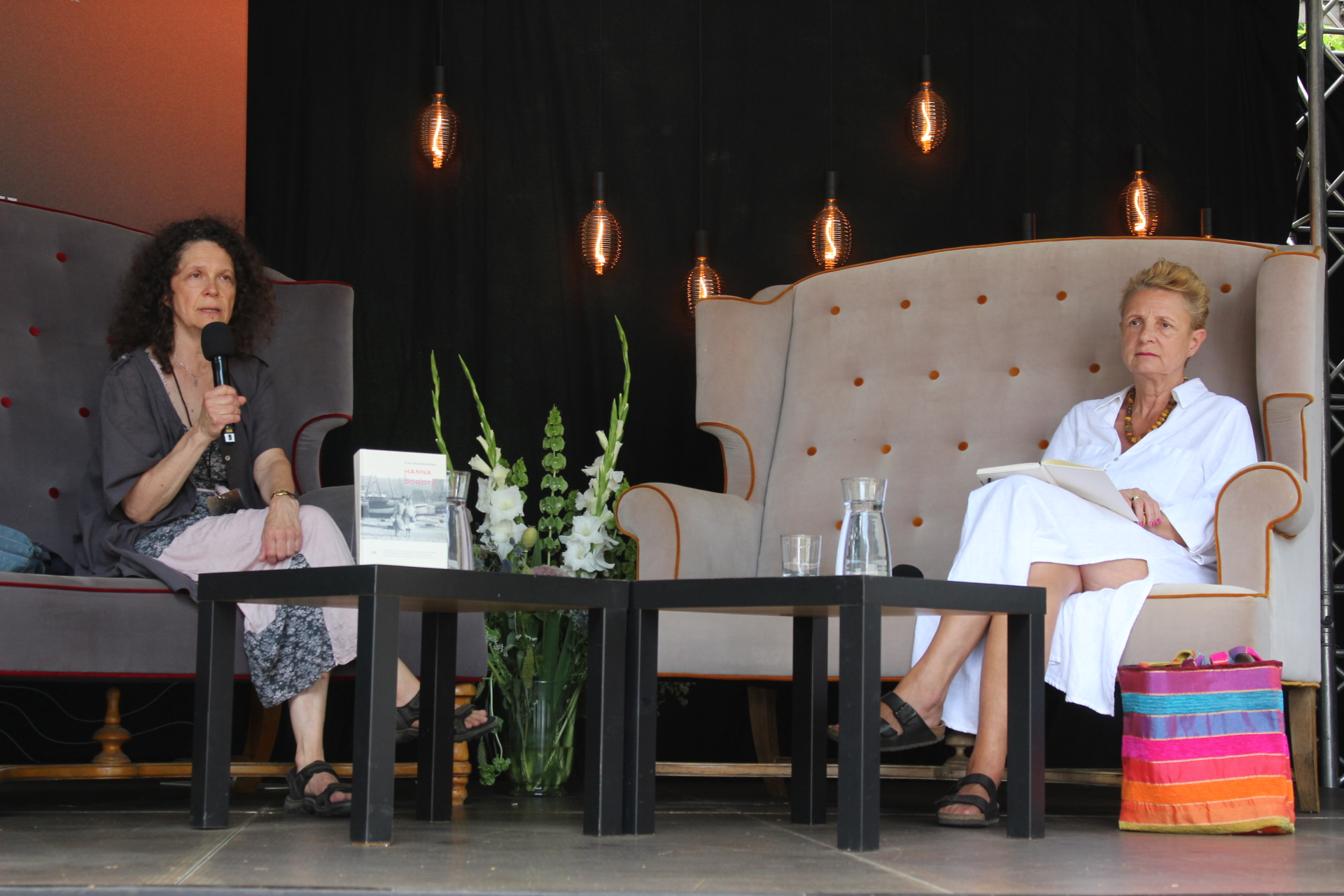
Ewa Mańkowska i Małgorzata Omilanowska (2025)

Małgorzata Omilanowska z domu Jakubowska (ur. 10 kwietnia 1960 w Warszawie) – polska historyk sztuki i nauczycielka akademicka, profesor nauk humanistycznych. W latach 2012–2014 podsekretarz stanu w Ministerstwie Kultury i Dziedzictwa Narodowego, w latach 2014–2015 minister  kultury i dziedzictwa narodowego, od 2024 dyrektor Zamku Królewskiego w Warszawie.

## Życiorys
W 1979 ukończyła XVIII Liceum Ogólnokształcące im. Jana Zamoyskiego w Warszawie. W 1984 została absolwentką historii sztuki na Uniwersytecie Warszawskim. Kształciła się także na wydziale architektury Uniwersytetu Technicznego w Berlinie. W 1994 na podstawie napisanej pod kierunkiem Tadeusza Jaroszewskiego rozprawy zatytułowanej Stefan Szyller (1857–1933) – życie i twórczość uzyskała na Wydziale Historycznym UW stopień doktora nauk humanistycznych w zakresie nauk o sztuce. Habilitowała się w 2005 w Instytucie Sztuki Polskiej Akademii Nauk w oparciu o pracę Świątynie handlu. Warszawska architektura komercyjna doby wielkomiejskiej. W 2013 otrzymała tytuł profesora nauk humanistycznych.
Uzyskiwała stypendia zagraniczne, m.in. przyznane przez British Academy. Od 1985 zawodowo związana z Instytutem Sztuki PAN, gdzie była m.in. zastępczynią dyrektora (1999–2007) i redaktor naczelną Słownika Architektów Polskich. Została też wykładowczynią Uniwersytetu Gdańskiego, od 2006 na stanowiskach profesorskich. W 2008 objęła stanowisko dyrektora Instytutu Historii Sztuki UG. Została członkinią rady naukowej Instytutu Herdera w Marburgu, a także członkinią Komitetu Nauk o Sztuce PAN. W 2006 powołana na funkcję prezesa stowarzyszenia Patria Polonorum.
12 stycznia 2012 objęła stanowisko podsekretarza stanu w Ministerstwie Kultury i Dziedzictwa Narodowego. 17 czerwca 2014 powołana na urząd ministra kultury i dziedzictwa narodowego, zastępując Bogdana Zdrojewskiego. 22 września 2014 objęła to samo stanowisko w rządzie Ewy Kopacz. 16 listopada 2015 zakończyła pełnienie funkcji ministra. Pod koniec tego samego roku została wybrana przez radę powierniczą na stanowisko dyrektora Zamku Królewskiego w Warszawie, w miejsce przechodzącego na emeryturę Andrzeja Rottermunda. Minister kultury i dziedzictwa narodowego Piotr Gliński odmówił jednak powołania jej na to stanowisko, motywując to względami politycznymi.
W 2019 wybrana w skład Rady Doskonałości Naukowej I kadencji. W 2023 wybrana na kolejną kadencję rady, w styczniu 2024 objęła funkcję przewodniczącej Zespołu I Nauk Humanistycznych RDN.
W kadencji 2021–2024 członkini Rady Uniwersytetu Gdańskiego. W 2022 powołana w skład rady Muzeum Gdańska i Rady Odbudowy Pałacu Saskiego. We wrześniu 2024 została powołana na stanowisko dyrektora Zamku Królewskiego w Warszawie.

## Życie prywatne
Dwukrotnie zamężna; ma córkę.

## Wybrane publikacje
- Architekt Stefan Szyller 1857–1933. Warszawski architekt doby historyzmu, Wydawnictwa Fundacji „Historia pro Futuro”, Warszawa 1995.
- Atlas zabytków architektury w Polsce (współautorka), PWN, Warszawa 2001.
- Berlin, „Wiedza i Życie”, Warszawa 2000.
- Gdańsk i Pomorze Wschodnie (współautorka), „Wiedza i Życie”, Warszawa 2001.
- Most i wiadukt księcia Józefa Poniatowskiego, PWN, Warszawa 1991.
- Nadbałtyckie Zakopane – Połąga w czasach Tyszkiewiczów, Instytut Sztuki PAN, Warszawa 2011.
- Pałac Staszica, Instytut Sztuki Polskiej Akademii Nauk, Warszawa 2022.
- Polska. Pałace i dwory, Sport i Turystyka – Muza, Warszawa 2004.
- Polska. Świątynie, klasztory i domy modlitwy, Sport i Turystyka – Muza, Warszawa 2008.
- Świątynie handlu. Warszawska architektura komercyjna doby wielkomiejskiej, Instytut Sztuki PAN, Warszawa 2004.
- Zagadki z historii sztuki, Wyd. Nauk. PWN, Warszawa 2001.

## Odznaczenia i wyróżnienia
- Złoty Medal „Zasłużony dla Nauki Polskiej Sapientia et Veritas” (2025)[17]
- Krzyż Wielki Orderu Zasługi Republiki Włoskiej (Włochy, 2014)[18]
- Krzyż Wielki Orderu Oranje-Nassau (Holandia, 2014)[19]
- Krzyż Wielki Orderu Lwa Finlandii (Finlandia)[20]
- Order Sztuki i Literatury I klasy (Francja, 2018)[21][22]
- Medal „Powstanie w Getcie Warszawskim”[20]
- Tytuł honorowego obywatela Połągi (2016)[23]
- Nagroda Naukowa Miasta Gdańska im. Jana Heweliusza w kategorii nauk humanistycznych i społecznych (2021)[24]
- Nagroda Klio I stopnia w kategorii varsaviana za monografię Pałac Staszica (2023)[25]